# Simpson Horror Show XXVI
le Simpson Horror Show XXVI est le cinquième épisode de la vingt-septième saison de la série télévisée Les Simpson et le 579e épisode de la série. Il est sorti en première sur le réseau Fox le 25 octobre 2015.

## Synopsis
Pour ces trois histoires dédiées à Halloween, Tahiti Bob parvient finalement à tuer Bart mais n'ayant plus aucun but dans sa vie, il va essayer de le réanimer pour pouvoir ensuite le tuer à nouveau. Ensuite, une parodie de Godzilla nous est présentée avec Homer dans le rôle-titre. Et finalement, Milhouse et Lisa sont affublés de supers pouvoirs.

### Recherché mort, puis vivant
Par vengeance, Tahiti Bob tue Bart mais sa vie n'ayant plus de sens, va tout faire pour réanimer le jeune enfant.

### Homerzilla
Les Simpson sont au cœur d'une parodie de Godzilla. Un vieil homme vivant au Japon, interprété par Abraham Simpson, dépose chaque jour un donut dans l'océan pour protéger sa ville. Les habitants, ne le prenant pas au sérieux, se retrouvent en danger à la mort du vieil homme…

### Les télépathes
Accidentellement, Milhouse tombe dans un trou très profond. Bart et Lisa veulent l'aider mais se retrouvent avec lui dans une mare radioactive qui va leur transemetre des pouvoir sauf pour Bart...